# Mimoclystia lichenarum
Mimoclystia lichenarum är en fjärilsart som beskrevs av Claude Herbulot 1963. Mimoclystia lichenarum ingår i släktet Mimoclystia och familjen mätare. Inga underarter finns listade i Catalogue of Life.